# The Truth Is…
The Truth Is… ist das vierte Studioalbum der kanadischen Rockband Theory of a Deadman. Es erschien am 21. Juli 2011 und ist der Nachfolger von Scars and Souvenirs. Es ist das erste Album der Band, welches die deutschen Charts erreichte.

## Titelliste
1. Lowlife – 3:25
2. B**** Came Back – 3:39
3. Hurricane – 4:17
4. Out of My Head – 3:57
5. Gentleman – 3:28
6. Love Is Hell – 3:31
7. The Truth Is… (I Lied About Everything) – 3:27
8. Head Above Water – 3:32
9. Drag Me to Hell – 3:54
10. What Was I Thinking – 3:50
11. Easy to Love You – 4:19
12. Careless Special Edition – 4:46
13. Does It Really Matter Special Edition – 3:36
14. Villain Special Edition – 3:40
15. Better Or Worse Special Edition – 3:04
16. Out of My Head (Acoustic) Special Edition – 4:21
17. Easy to Love You (Acoustic) Special Edition – 4:19

## Wissenswertes
Die Bandmitglieder schrieben ihre Texte selbst. Einige Lieder wurden jedoch mit weiteren Personen erarbeitet. Bei den Titeln Lowlife, Out of My Head, The Truth Is… (I Lied About Everything) und What Was I Thinking wirkte Christine Connolly, die Ex-Frau von Frontmann Tyler Connolly, mit. Die Texte zu B**** Came Back und Hurricane verfasste die Popsängerin Kara DioGuardi. Der Countrysänger Brett James verfasste die Texte von Out of My Head. Bei Head Above Water wirkte Scott Stevens von der Rockband The Exies mit. Die Texte handeln hauptsächlich von Liebe und Sehnsucht oder Hass auf Frauen. So handeln Out of My Head und Easy to Love You von der Sehnsucht nach einer Person, während diese Gefühle in The Truth Is… (I Lied About Everything) eindeutig ins Gegenteil verkehrt werden: Das Lied handelt davon, dass die Beziehung zwischen zwei Personen nur gespielt wurde (The truth is… It was all pretend, all along I've been sleeping with your best friend, the truth is… I really hate your face, you were never all that hot in the first place). B**** Came Back enthält dagegen frauenfeindliche Inhalte. Der Musikstil ist im Bereich Alternative Rock oder Post-Grunge angesiedelt und orientiert sich an Bands wie Nickelback, Puddle of Mudd, Bon Jovi und Kid Rock. Zur Unterstützung des Albums tourte die Band in den USA auf der Carnival of Madness Tour unter anderem mit Black Stone Cherry. Eine weitere Tour unter dem Namen Avalanche Tour folgte 2011 zusammen mit Bands wie Halestorm und Skillet. Eine geplante Tournee durch Deutschland wurde im März 2012 aufgrund von Terminproblemen kurzfristig via Facebook abgesagt. Die Single Head Above Water wurde zu dem Soundtrack von Transformers 3 beigesteuert.

## Rezeption
Das Album erhielt überwiegend negative Kritiken. Albert Ranner von cdstarts.de kritisiert das Album auf ganzer Linie und vergibt 3 von 10 möglichen Punkten. Das Album sei berechenbar, ideenlos und absolut hitparadentauglich. Als musikalische Höhepunkte sieht er die Singles Lowlife und Drag Me to Hell. Außerdem kritisiert er die stereotypische Beschreibung von Frauen. Hinzu kommt ein in den Texten eindimensionales Frauenbild, für das sich Herr Connolly schämen sollte. Die Texte seien extrem platt. Da fallen selbst strunzdämliche Refrains wie „I, I, I, I, I can´t get you out of my head“ positiv auf, obwohl sich wahrscheinlich selbst Fönfrisur Kroeger für einen derartigen Schni-Schna-Schnappi-Text schämen würde. Stephen Thomas Erlewine vergab für allmusic.com 1 von 5 möglichen Sternen. Dabei bemängelt er, dass jedes Lied auf dem Album so klänge, als sei es von Chad Kroeger selbst geschrieben (Every song on The Truth Is… sounds as if it were ghost-written by Chad Kroeger). Die Musik sei nicht schlecht und viszeral, vielmehr sei es kastrierte Rockmusik mit einem schrecklichen Herzen (This isn’t ugly visceral music; it’s castrated rock with a rotten heart.).

## Charterfolg

### Singles
Trotz des Erfolges von The Truth Is… verfehlten die Singles die internationalen Charts. In Kanada konnte sich lediglich Lowlife in den offiziellen Charts platzieren.

### Album
Das Album ist das erste der Band, welches die deutschen Charts erreichte. In den USA verkaufte sich das Album in der ersten Woche etwa 36.000 mal. In ihrem Heimatland Kanada erreichte das Album Platz 2 der Charts mit 8000 verkauften Einheiten in der ersten Woche.
| Land        | Platz |
| ----------- | ----- |
| Deutschland | 94    |
| UK          | 68    |
| USA         | 8     |
| Kanada      | 2     |